# Jack Colback
Jack Raymond Colback (Killingworth, 24 oktober 1989) is een Engels voetballer die bij voorkeur als middenvelder speelt. Hij tekende in augustus 2020 een contract bij Nottingham Forest, dat hem transfervrij overnam van Newcastle United. 

## Clubcarrière
Colback sloot zich op tienjarige leeftijd aan bij de jeugdacademie van Sunderland. In het seizoen 2009/10 leende Sunderland hem uit aan Ipswich Town. Bij de Blues speelde hij 37 wedstrijden, waarin hij vier keer tot scoren kwam. In mei 2010 haalde Sunderland hem terug en debuteerde hij tegen Wolverhampton Wanderers. Colback kwam niet veel aan spelen toe in het nieuwe seizoen. Sunderland besloot om hem in oktober 2010 opnieuw uit te lenen aan Ipswich Town. In januari 2011 keerde hij terug. In de eerste wedstrijd van het seizoen 2011/12 begon hij in het baiselftal en vormde hij centraal op het middenveld een duo met Lee Cattermole. Sunderland speelde die wedstrijd 1–1 gelijk tegen Liverpool op Anfield. Op 26 december 2011 maakte hij zijn eerste doelpunt voor The Black Cats tegen Everton. In zes jaar tijd speelde Colback in totaal 115 competitiewedstrijden voor Sunderland. In de zomer van 2014 maakte hij transfervrij de overstap naar Newcastle United, waarvoor hij op 17 augustus 2014 zijn debuut maakte in de thuiswedstrijd tegen Manchester City (0–2 verlies). Bij Newcastle was Colback direct een vaste waarde in het basiselftal, met 35 gespeelde competitiewedstrijden in het seizoen 2014/15 (evenveel basisplaatsen). Hij sloot zijn tweede jaar bij Newcastle United af met degradatie naar de Championship. Nadat directe concurrent Sunderland op 11 mei 2016 won van Everton werd het voor Newcastle één speelronde voor het einde van de competitie onmogelijk om nog boven de degradatiestreep te komen. De ploeg kon in het seizoen 2016/2017 onmiddellijk de promotie naar de Premier League afdwingen door het seizoen als kampioen af te sluiten. Colback had met zijn 29 gespeelde wedstrijden een belangrijk aandeel in de promotie. Het daaropvolgend seizoen paste Colback niet meer in de plannen van coach Rafael Benítez. Er was interesse van Wolverhampton, Hull City en Sunderland waar hij niet op intekende. Het kwam vervolgens zelfs tot een verwijdering van de officiële ploegfoto. In januari 2018 werd Colback voor de rest van het seizoen verhuurd aan Nottingham Forest. Die verhuurovereenkomst kreeg een vervolg met het oog op het seizoen 2018/19. In augustus 2020 werd hij definitief door Nottingham Forest transfervrij overgenomen van Newcastle United.